# Трошин, Максим Юрьевич
Макси́м Ю́рьевич Тро́шин (18 июня 1978, Брянск, СССР — 5 июня 1995, Брянск, Россия) — советский и российский певец, композитор, автор песен. Получил известность своим творчеством в первой половине 1990-х годов.

## Биография и творчество
Родился 18 июня 1978 года в Брянске в православной семье советских инженеров Брянского автомобильного автозавода, отец — Юрий Павлович Трошин, мать — Надежда Михайловна.
У мальчика с двух лет была сильная астма, как и у отца. Родители узнали — чтобы её вылечить, нужно играть на духовых инструментах и петь.
Cлужил звонарём храма Тихвинской иконы Божией Матери и иподиаконом архиепископа Мелхиседека (Лебедева). Руководил церковным хором, в воскресной школе преподавал игру на гуслях. Также он руководил молодёжной организацией Русского национального собора в Брянской области.
Отец Максима Трошина скоропостижно скончался 29 января 1995 года, за несколько месяцев до гибели Максима.
В ряде российских консервативно-патриотических и православных изданий отмечено, что певческий и гражданский талант Трошина проявился в раннем возрасте, а первую свою песню он сочинил в 9 лет.
Признание пришло к юному певцу в начале 1990-х, когда он положил на музыку и исполнил песню «Журавли» Петра Орешина и песню «Православная» Владимира Волкова.
С 12 лет Трошин ездил с концертами по Советскому Союзу (после 1991 года — по России). Он создал и исполнил песенный репертуар, включающий его собственные авторские песни «Как по Русской по земле», «СССР печатает талоны», «Афганистан», «Эх, да как на горочке» и другие, народные песни и былины, песни на стихи Алексея Кольцова, Сергея Есенина, Николая Клюева, Михаила Исаковского, Николая Рубцова, Николая Тряпкина, иеромонаха Романа, Константина Скворцова, Владимира Волкова, Юрия Борисова.
В память поэта Игоря Талькова исполнил русскую народную песню «Ты воспой в саду, соловейко», песню иеромонаха Романа «Ликует Рим» в честь защитников Белого дома в ходе событий 3—4 октября 1993 года в Москве. На смерть своего отца Трошин написал песню «Погребальный звон».
Максим Трошин погиб незадолго до своего семнадцатилетия при невыясненных обстоятельствах. Его тело нашли 5 июня 1995 года в реке Десне под Брянском. В тот вечер он должен был ехать на поезде в Москву на концерт. МВД России признала смерть Трошина несчастным случаем, произошедшим при невыясненных обстоятельствах.

## Оценки
«Валаамское общество Америки» в журнале «Русский Паломник» издало в 2003 году статью о Максиме Трошине, где содержалась оценка: «удивительно талантлив, но ограниченный лихолетием нашего безвремения и просто усечён годами, он появился как истинный печальник за Русь Святую. Вспыхнул и погас!».
Митрополит Брянский Александр (Агриков) о творчестве Трошина сказал в 2015 году: «Максим был особо одарён Богом, имел необычайно отзывчивую и тонкую душу, пропускающую через себя судьбу своей страны, своего народа. В то время, когда наше Отечество пребывало в тяжком состоянии духовного упадка и неопределённости, переживая смутное время становления нового государственного устройства, песни талантливого мальчика для многих стали настоящим откровением, поводом заглянуть в свою душу сквозь слёзы, вызванные голосом „русского соловушки“».
Российский журналист и писатель Владимир Крупин отметил высокую духовность Максима Трошина. По мнению Крупина, лицо Трошина — «отрешённое, лишённое земных привязанностей». «И, конечно, этот отрок, мальчишечка, еще только подошедший к юношеской поре, дает нам такой огромный урок, что мы не имеем права жизнь свою, данную нам Богом, разбазарить на поиск своих интересов» — считает писатель.

## Память
- 31 мая 1996 в Брянском областном методическом центре[10] прошёл вечер памяти юного русского певца и был учреждён в честь него музыкальный праздник «Глас ангельский России»[11].
- В 2002 году режиссёром Т. Тарасовой на студии «Артосъ» о Трошине был создан фильм «Песней наполнено сердце моё…».
- В 2010 году из архивных видеоматериалов студией Благословение был создан фильм «Максим Трошин — русский певец». В фильме были собраны видеоматериалы, документальные кадры, запечатлевшие Максима Трошина при жизни, фрагменты разных выступлений Максима с концертами, в том числе в Колонном зале Дома Союзов, интервью на телевидении и съёмка посещения Максимом могилы Игоря Талькова.
- В 2015 году по благословению Митрополита Брянского и Севского Александра, в Духовно-просветительском центре Брянского Свято-Троицкого Кафедрального Собора был открыт мемориал Максима Трошина[3].

## Дискография
- На молитве Русская земля (CD, 2003)
- Журавли (CD, 2005)
- Соловейка (CD, 2005)
- Полюбил… (CD, 2007)